# Villersexel
Villersexel is een gemeente in het Franse departement Haute-Saône (regio Bourgogne-Franche-Comté). De plaats maakt deel uit van het arrondissement Lure. Villersexel telde op 1 januari 2022 1.425 inwoners.

## Geschiedenis
Slag bij Villersexel (Frans-Duitse Oorlog).

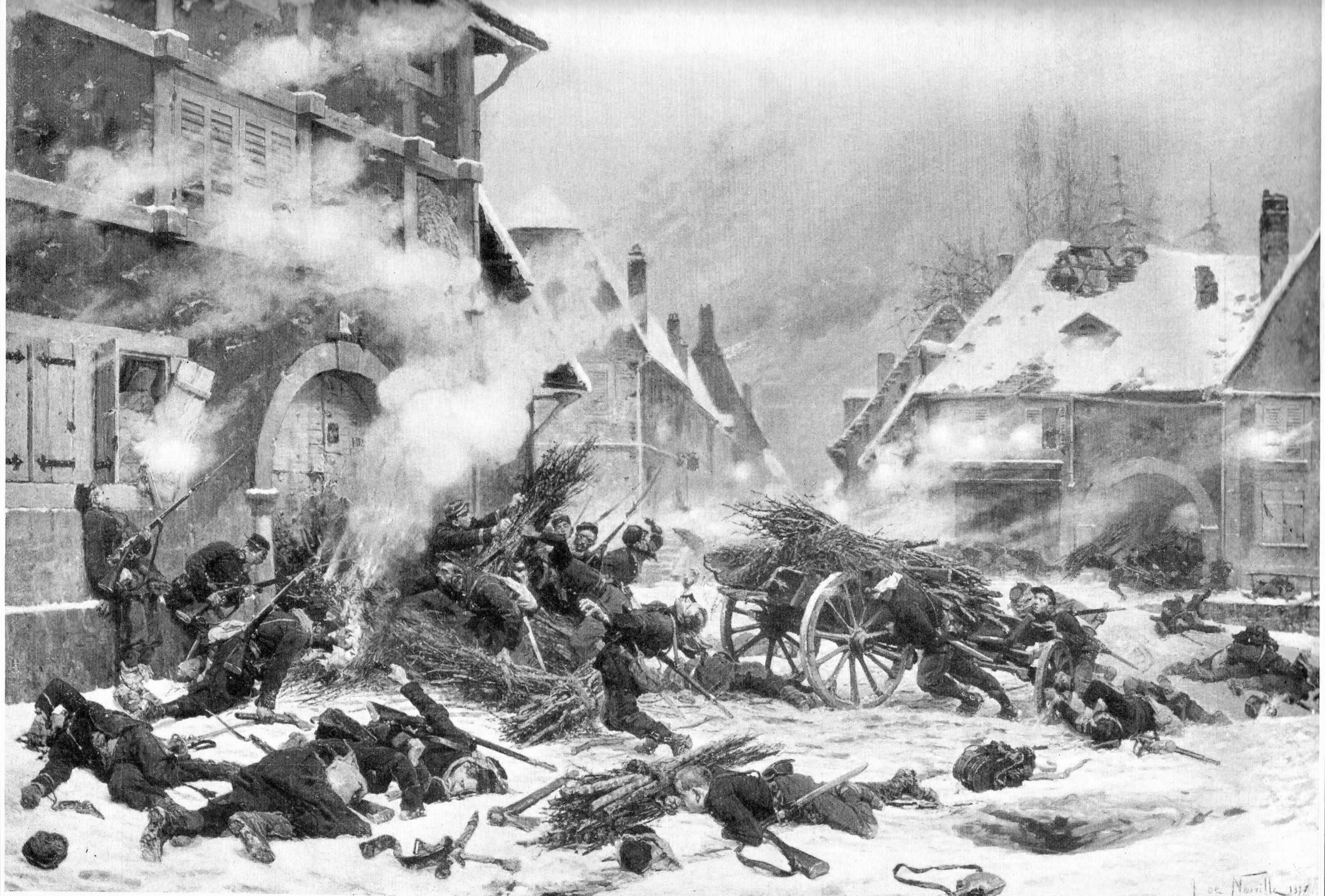
Slag bij Villersexel
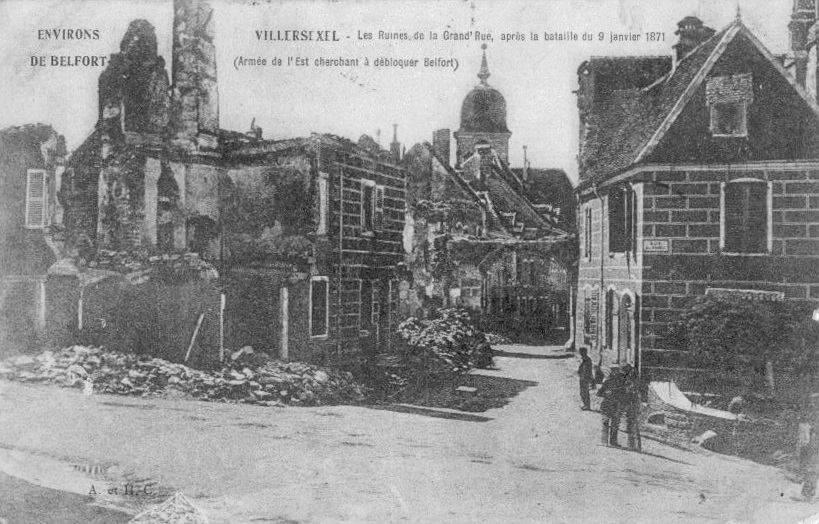
Uitzicht op de vernietiging van Bourg de Villersexel
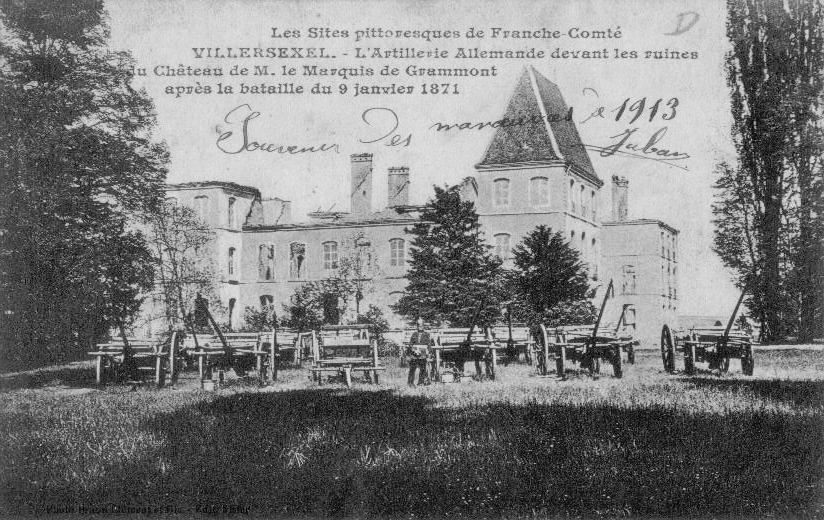
Duitse artillerie voor de ruïnes van het kasteel van Villersexel

## Geografie
De oppervlakte van Villersexel bedroeg op 1 januari 2022 13,19 vierkante kilometer; de bevolkingsdichtheid was toen 108 inwoners per km².

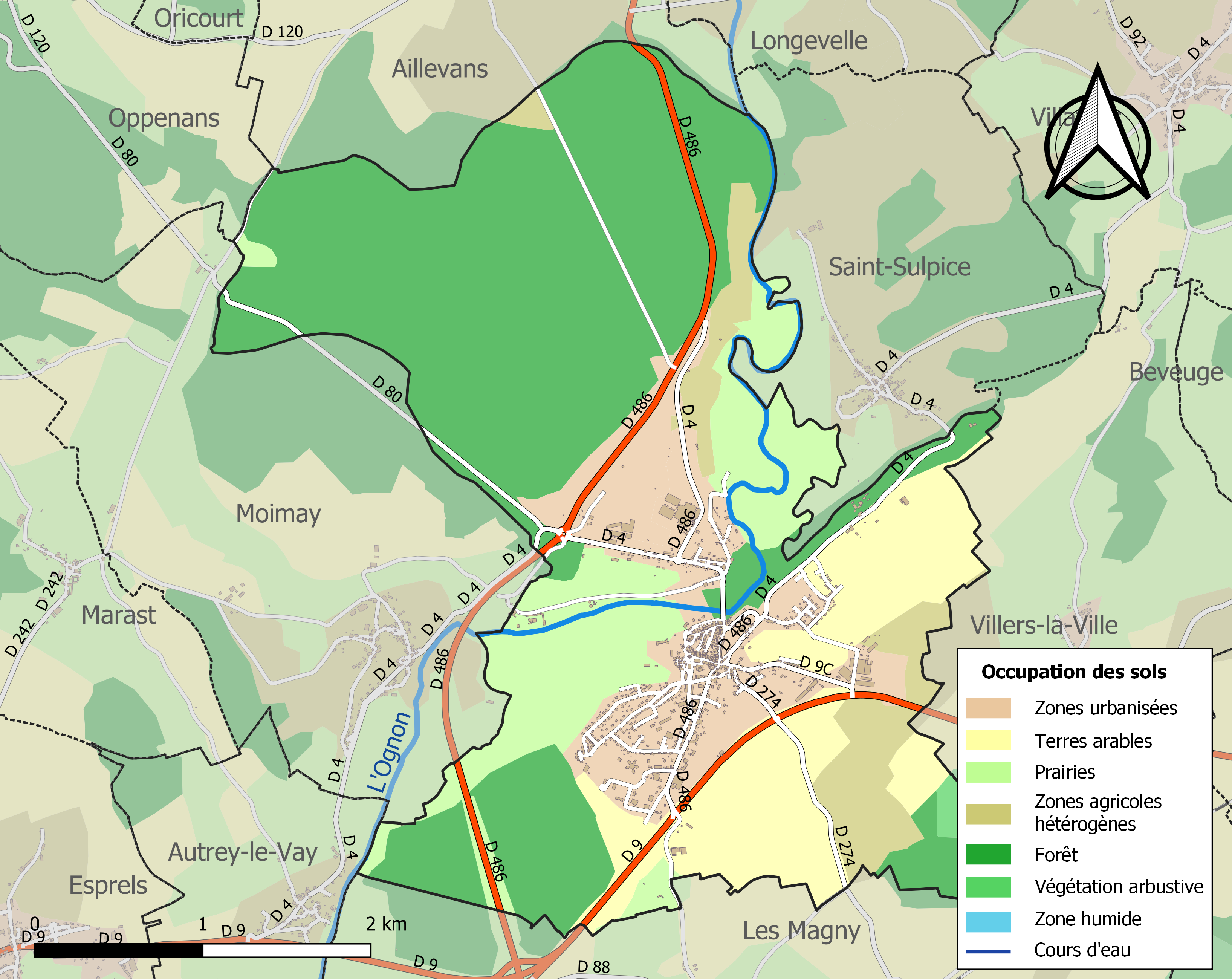
Kaart van de gemeente met de belangrijkste infrastructuur, bodemgebruik en omliggende gemeenten

## Demografie
Onderstaande figuur toont het verloop van het inwonertal (bron: INSEE-tellingen).